# Balanophyllia yongei
Balanophyllia yongei är en korallart som beskrevs av Crossland 1952. Balanophyllia yongei ingår i släktet Balanophyllia och familjen Dendrophylliidae. Inga underarter finns listade i Catalogue of Life.